# Hostibejk
Přírodní památka Hostibejk, která byla vyhlášena v roce 2002, se nachází přímo ve městě Kralupy nad Vltavou v okrese Mělník. Chráněné území je ve správě Krajského úřadu Středočeského kraje.

## Předmět ochrany

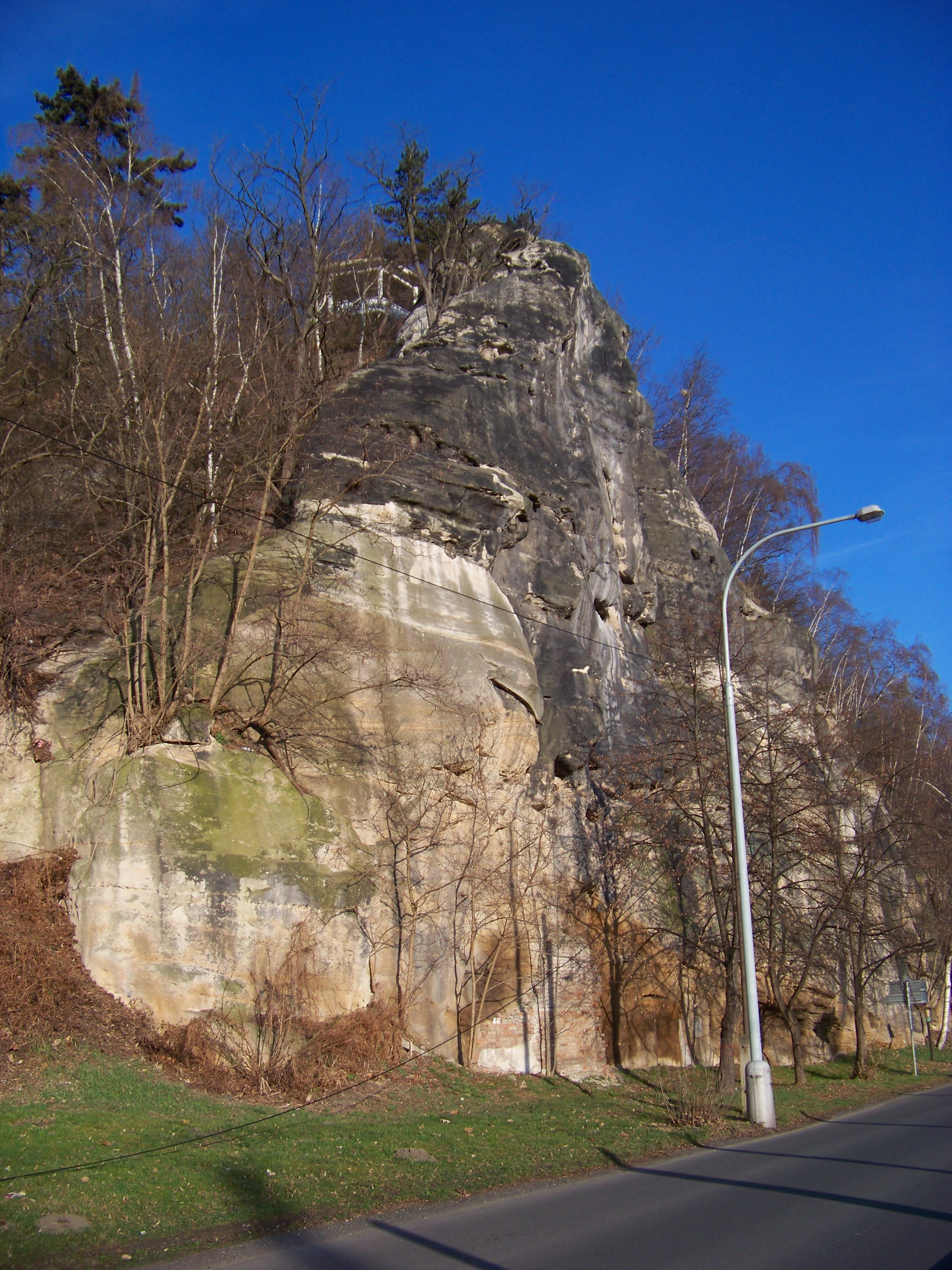
Hostibejk z ulice Dobrovského

Důvodem ochrany je referenční profil (stratotyp) karbonskými arkózami nýřanských vrstev kladenského souvrství a křídovými pískovci náležejícími do perucko-korycanského souvrství. Vrch je tvořen souvrstvím svrchního karbonu, na který nasedá vrstva mladších svrchnokřídových sedimentů. Kdysi býval vrch dnem pravěkého moře, ve skále jsou tudíž zachovány skořápky pravěké fauny.

## Geomorfologické zařazení
Vrch náleží do geomorfologického celku Dolnooharská tabule, podcelku Řipská tabule, okrsku Krabčická plošina a podokrsku Lešanská plošina.

## Flóra a fauna
Ze stromového patra zde nalezneme trnovník akát (Robinia pseudoacacia), duby (Quercus), javory (Acer) i jehličnany jako borovice černá (Pinus nigra) a borovice lesní (Pinus sylvestris). Ze vzácných rostlin zde můžeme najít bělozářku liliovitou (Anthericum liliago). Z fauny zde najdeme především ptactvo které reprezentují zejména sýkory, vrabci (Passeridae), brhlíci lesní (Sitta europaea), pěnkavy (Fringilla).

## Dostupnost
Chráněné území se nachází přímo v centru Kralup, zhruba 1 km od železniční stanice Kralupy nad Vltavou na trati z Prahy do Děčína. Z města vede na návrší Hostibejk zeleně značená turistická cesta. Podél jižní hrany návrší až k vyhlídkovému altánu nad železniční tratí je vyznačena Naučná stezka Hostibejk.

## Památky na Hostibejku
Na vrcholu kopce se nachází několik objektů. Jedná se o vyhlídkový altánek, protileteckou hlásku a výletní restauraci Hostibejk.

### Vyhlídkový altánek a Muchomůrka
Altánek postavil ve 20. letech 20. století na vlastní náklady kralupský architekt Anton Karban. Z altánku je výhled na celé město Kralupy nad Vltavou.

### Protiletecká hláska

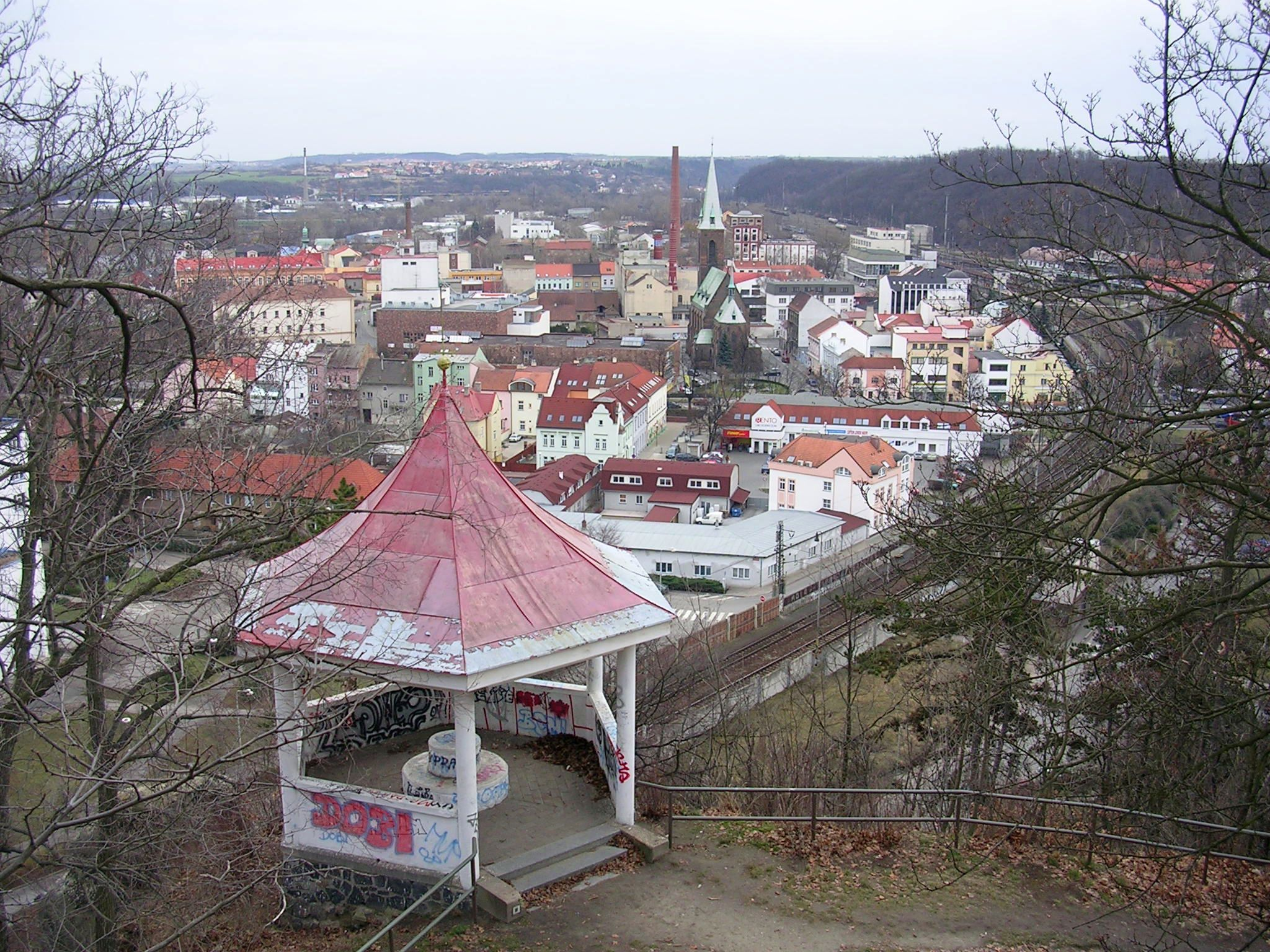
Pohled od protiletecké hlásky na vrcholu

Protiletecká hláska byla postavena roku 1938 a měla sloužit pro ochranu nedaleké rafinerie. Po vzniku Protektorátu zde bylo umístěno dělostřelecké postavení s protileteckými děly a kulometnými hnízdy. Toto vybavení však bylo v roce 1941 vlivem zhoršující se situace na frontě odvezeno. Němci zde také vystavěli dva zděné bunkry, které používali k uskladnění munice. Na konci války 7. května 1945 odtud několik mladíků vystřelilo po ustupující německé koloně, která palbu opětovala a nahoru vyslala motocyklovou spojku s kulometem. Ta poté šest lidí, kteří se ukryli v opuštěném bunkru, zastřelila. Událost připomíná pomník se jmény zastřelených vztyčený u vchodu do bunkru.

### Výletní restaurace Hostibejk
Restaurace byla postavena v roce 1976.

## Galerie

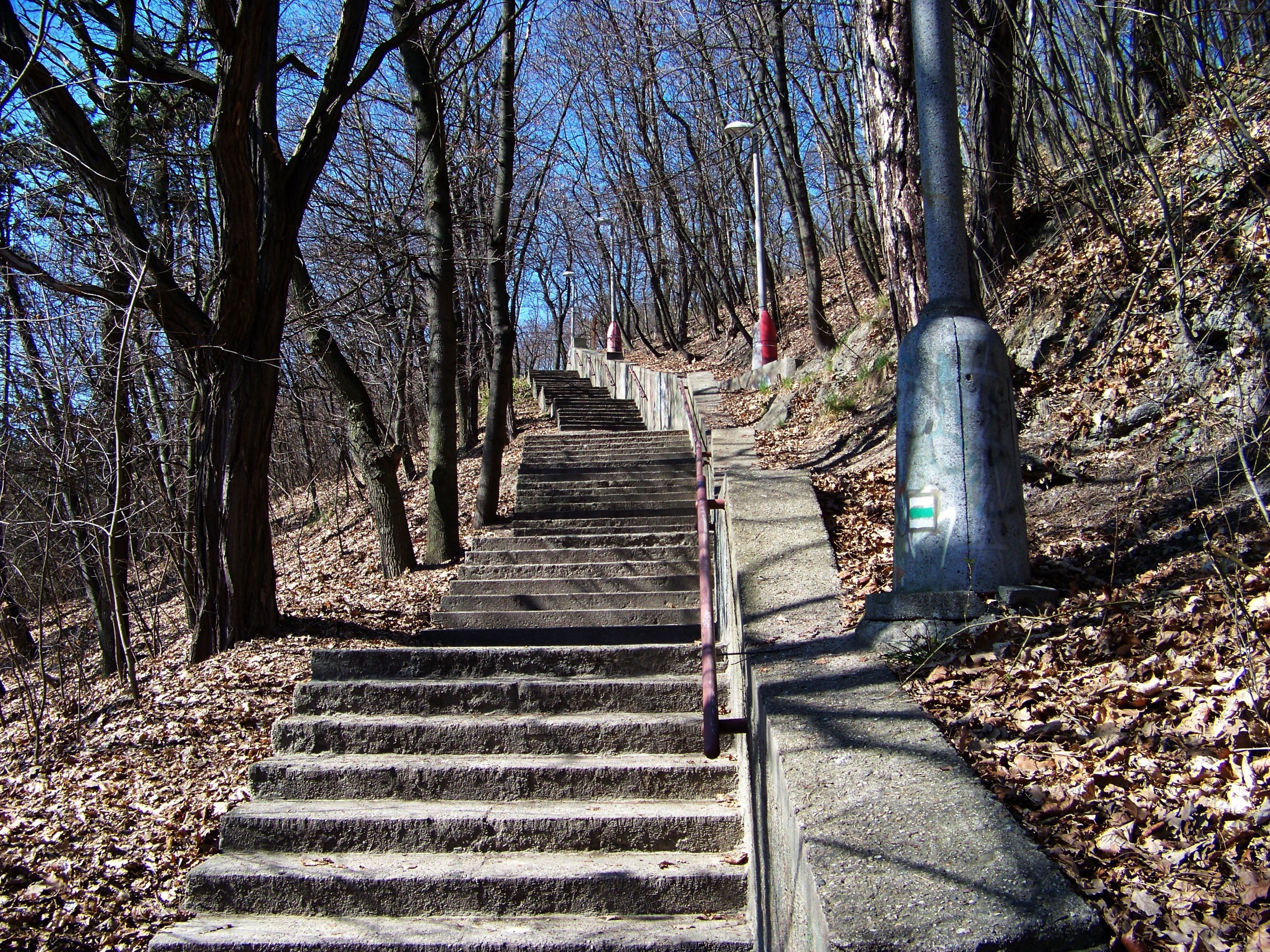
Jarníkovy schody
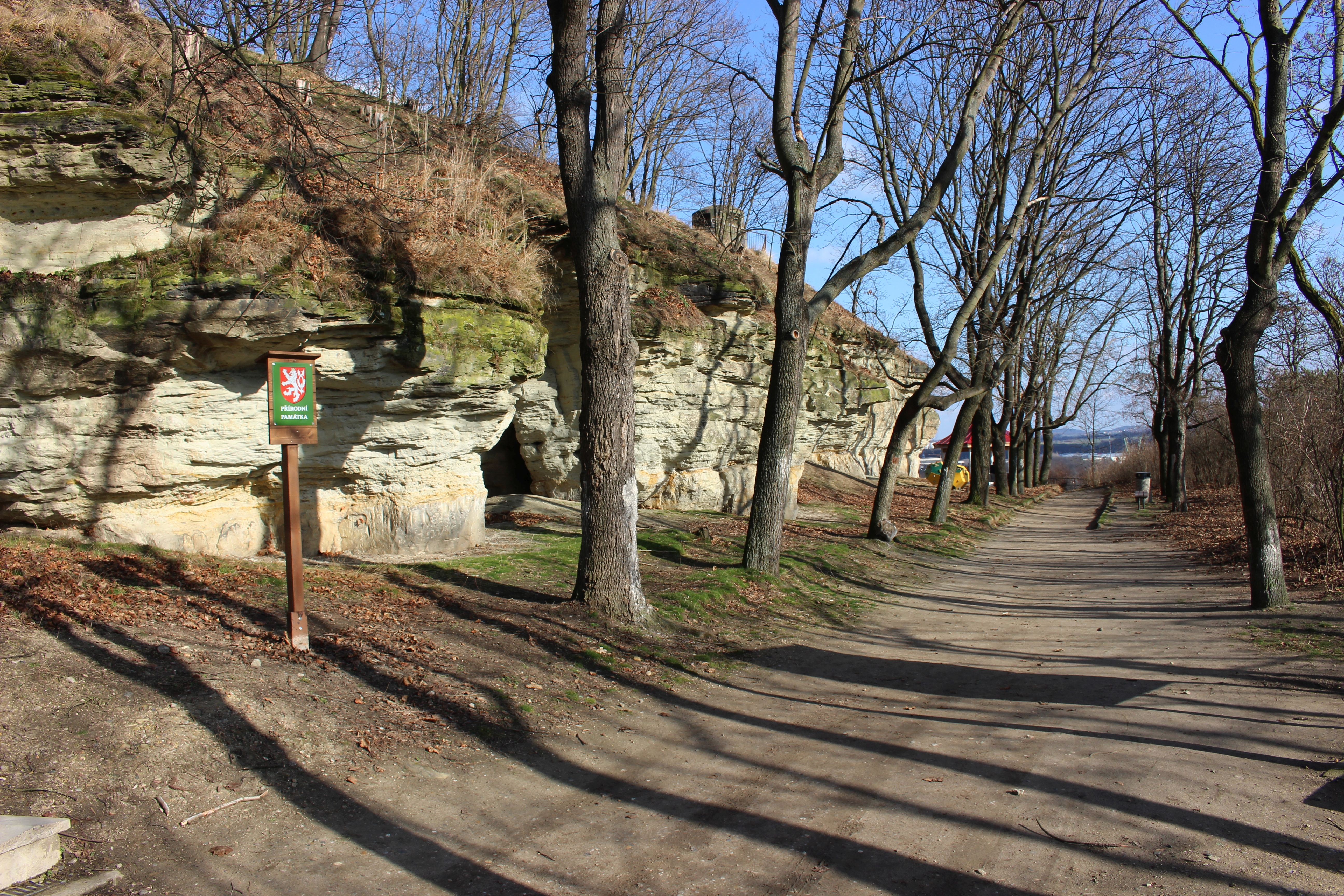
Skály od schodů
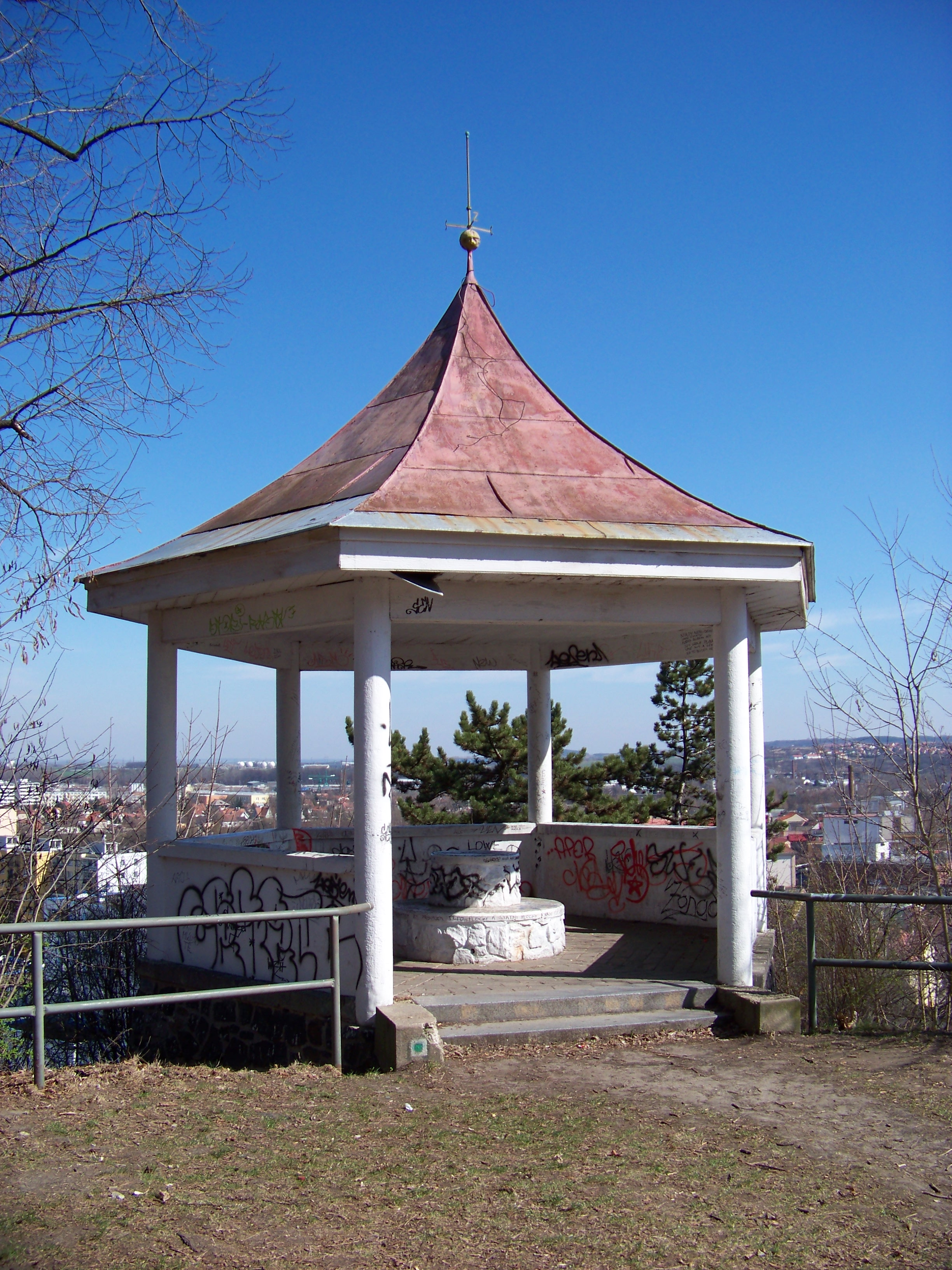
Vyhlídkový altán
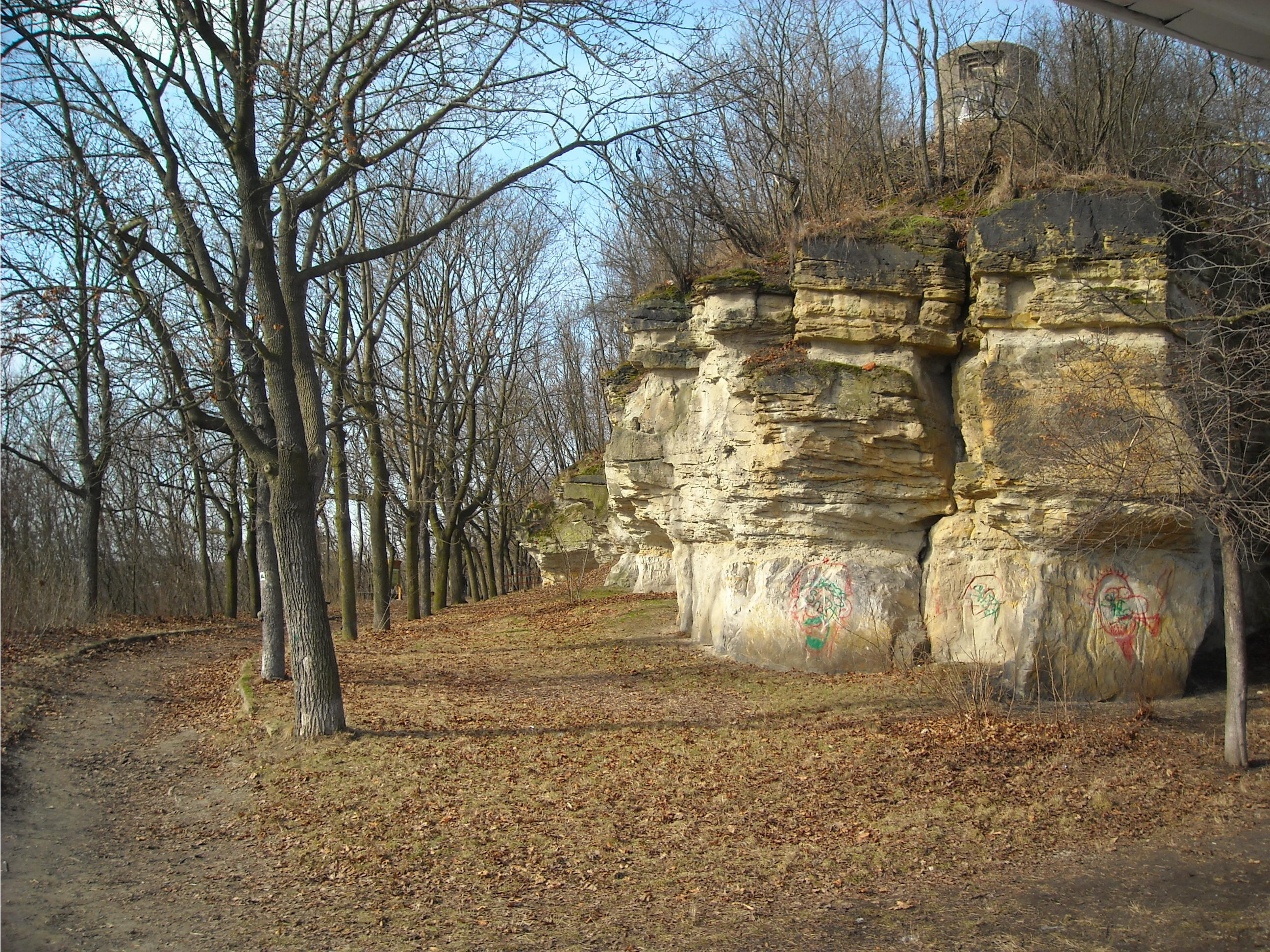
Skály od altánu
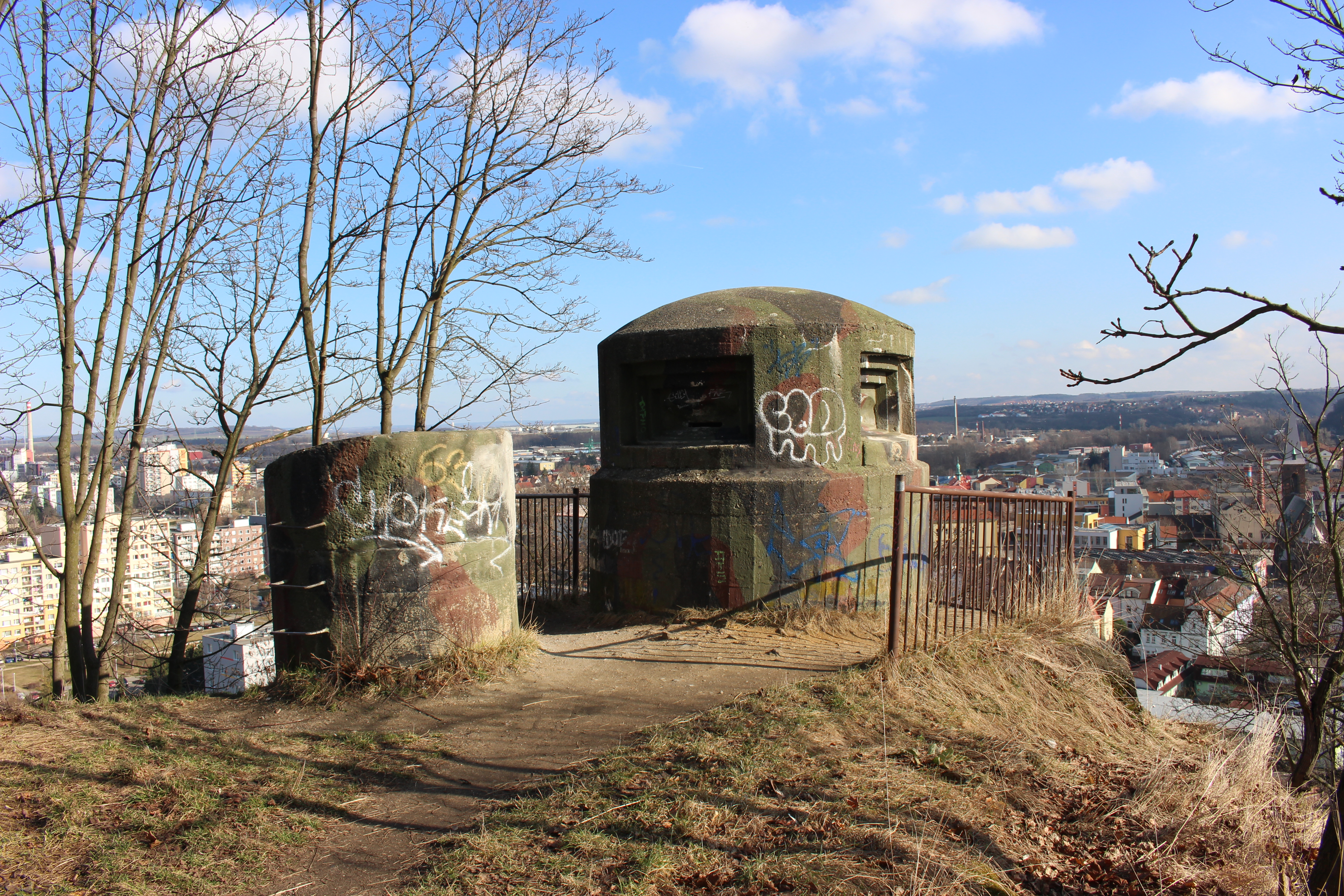
Protiletecká hláska
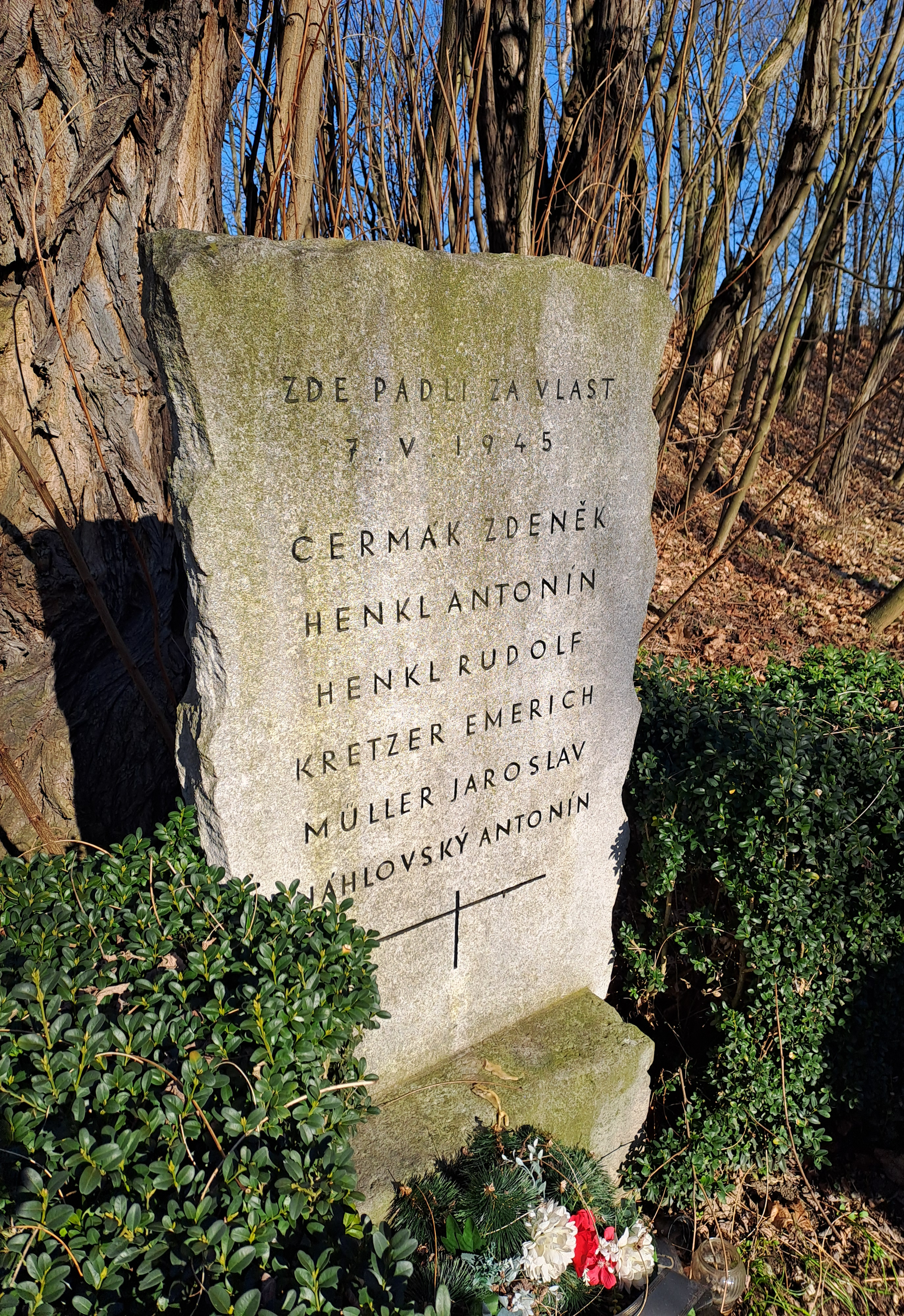
Pomník padlým